# 亀岡市立亀岡小学校
亀岡市立亀岡小学校（かめおかしりつ かめおかしょうがっこう）は、京都府亀岡市にある公立小学校。

## 概要
前身は、組合立亀岡小学校であった。市政施行前亀岡市は、「京都府南桑田郡亀岡町」であった。
亀岡市として、1955年（昭和30年）に南桑田郡内の16カ町村が合併し、市政施行特例措置法により人口30,000人超えで市政に移行した。この時期に「亀岡市」が誕生し、同期に「亀岡市立亀岡小学校」と改称した。
亀岡小学校の所在地は亀岡市内丸町であり、「内丸」の名のとおり、旧亀山城内（「旧亀山城」は、本能寺の変の勃発時代には、明智光秀の居城であり「亀山城（亀山）」と呼称される。1869年（明治2年）に三重県の「亀山」と混同される恐れがあるため、「亀岡」と改称され現在に至っている）の一角に位置し、「亀岡市立亀岡小学校」の近傍には「亀岡市立亀岡中学校」ならびに「京都府立亀岡高等学校」が所在する。
長年、亀岡市内最大の小学校であり、1000人を超える生徒が通っていたが、校区内の人口の高齢化と少子化により生徒数は現在、ピーク時の半分以下である。又、市内中心部であり旧亀岡町地域（通称：旧町）に存在するため長年、亀岡市内の初等教育の中心的存在であり障害児学級や、聴覚や言語に障害を持つ生徒の為の施設が併設されている。

## 沿革
- 1872年（明治5年）6月 - 邁訓小学校（横町）旧藩文武校の校地に設立
- 1872年（明治5年）10月 - 成章小学校（安町）設立
- 1891年（明治24年）4月 - 「邁訓・成章尋常小学校」を合併、「亀岡尋常小学校」と改称
- 1909年（明治42年）4月 - 高等科を併設、「亀岡第一・第二尋常高等小学校」と改称
- 1921年（大正10年）4月 - 「第一・第二尋常高等小学校」を合併、校名を「亀岡尋常高等小学校」と改称
- 1927年（昭和2年）11月 - 校歌制定
- 1933年（昭和8年）6月 - 学校誌「桜が岡」創刊
- 1941年（昭和16年）4月 - 「亀岡国民学校」と改称
- 1947年（昭和22年）4月 - 「亀岡小学校」と改称、初等科卒業生及び高等科1・2年生修了者は新制中学校編入
- 1947年（昭和22年）11月 - 学校給食開始
- 1955年（昭和30年）4月 - 市制移行で「亀岡市立亀岡小学校」と改称
- 1956年（昭和31年）6月 - 特別学級（障害児学級）開設
- 1958年（昭和33年）6月10日 - 5年生の児童が乗った京都交通バスが山陰本線八木駅-千代川駅間の踏切で列車と接触。児童の死者4人、重傷者38人[1]。
- 1966年（昭和41年）10月 - 新校舎（現校舎）落成（設計：富家建築事務所、所長：富家宏泰）
- 1972年（昭和47年）11月 - 創立百周年記念式挙行
- 2010年（平成22年）7月 – 南校舎耐震工事開始
- 2010年（平成22年）9月 – 南校舎耐震工事終了

## 桜ヶ丘
亀岡小学校の運動場の南側一帯に「桜ヶ丘」と称する小高い丘があり、児童生徒の恰好の遊び場でもあったが、校舎の増築工事等のため取り壊され、その面影は今はない。

## おもな出身者
- 大西秀明 - 映画監督・脚本家（亀岡尋常高等小学校卒）

## 通学区域が隣接している学校
- 亀岡市立保津小学校
- 亀岡市立城西小学校
- 亀岡市立つつじケ丘小学校
- 亀岡市立詳徳小学校